# Моки (Тренто)
Моки је насеље у Италији у округу Тренто, региону Трентино-Јужни Тирол.
Према процени из 2011. у насељу је живело 53 становника. Насеље се налази на надморској висини од 849 м.